# واوکویسک
واوکویسک (به لاتین: Vawkavysk) یک شهر در بلاروس است که در منطقه گرودنو واقع شده‌است.

## خصوصیات
واوکویسک ۴۳٬۸۲۶ نفر جمعیت دارد و ۱۶۱ متر بالاتر از سطح دریا واقع شده‌است.

## خواهرخوانده
شهرهای Siedlce، گوسف و Şoldăneşti خواهرخوانده‌های واوکویسک هستند.